# Фартух
Фарту́х (через пол. fartuch від нім. Vortuch, утвореного від vor- — «перед» + Tuch — «хустка»), діал. запа́ска, попередник, попередниця — предмет одягу різного крою, з різного матеріалу, який одягають під час роботи, щоб запобігти забрудненню одягу спереду, зокрема, жіночий одяг у вигляді шматка тканини певного розміру та фасону, який одягають спереду на сукню, спідницю.

## Історія
Історія виникнення фартуха налічує не одне століття. Вперше цей елемент одягу з'явився ще в Стародавньому Єгипті. Тоді фартух був привілеєм виключно чоловічим. При цьому його носили гладіатори та жерці, а згодом він став невід'ємною частиною вбрання правителів. Перші фартухи виготовлялися зі шматка тканини, який обгортав корпус тіла чоловіка з усіх сторін, і кріпився на талії за допомогою пояса. Його оздоблювали складками, нерівними краями, вишивкою, шматками шкіри тощо. Однак час не стоїть на місці, міняються звичаї, змінюється й мода. В епоху Середньовіччя фартухи впали в око дружинам іменитих громадян, які іноді навіть одягали фартухи замість спідниці. З часом фартух зменшився в розмірах, ставши обов'язковим атрибутом модниць не лише вдома, але й на прогулянці. Загалом в європейських країнах користувалися кількома видами фартухів. Деякі з них призначалися для жінок за столом, інші надягалися в урочистих випадках. Останній варіант — відгук візантійської моди. Фартухи для правителів шили з дорогої різнобарвної парчі, тоді як придворним доводилося обмежуватися однотонними тканинами. Згодом фартухи стали елементами народного вбрання багатьох країн, при цьому в різних країнах по-різному оздоблювали полотна, з якого шили фартухи.
Фартухи широко використовуються сучасними дизайнерами (як доповнення до суконь чи інших предметів гардеробу) — вони стали невід'ємною частиною багатьох колекцій. Окрім того, нині фартухи використовуються як робочий спецодяг — вони популярні в середовищі кухарів, перукарів, продавців, офіціантів тощо. Цей елемент гардеробу став прекрасним та широко використовуваним засобом сучасної реклами.

## Елемент традиційного одягу
В Україні фартух був переднею частиною поясного жіночого одягу. Цю частину одягу носили в Україні зі зшитим поясним одягом, тобто зі спідницями, андараками, димками, сукнями, літниками. В деяких місцевостях на Волині їх ткали або шили з купного сукна і зверху вишивали. В інших місцевостях, як наприклад у Бехах, їх робили з килимової тканини з особливим візерунком.
На півночі України переважали білі фартухи з затканою червоною крайкою внизу. Досить багато та гарно оздоблені були фартухи на Поділлі, Прикарпатті та Карпатах, де їх часто вишивали шовковими шнурами, стрічками, тощо.
На Київщині до плахти носили червоні або сині попередниці, а до спідниць носили білі вишиті фартухи. На Поділлі до спідниць носили білі більше або менше вишиті попередниці. В Буковині та Бессарабії, Покутті запаски носили чорної барви з більш-менш строкатим краєм унизу та фартухів до них не одягали, так само як до плахт.